# North Plainfield
North Plainfield és una població dels Estats Units a l'estat de Nova Jersey. Segons el cens del 2000 tenia 21.103 habitants.

## Demografia
Segons el cens del 2000, North Plainfield tenia 21.103 habitants, 7.202 habitatges, i 5.084 famílies. La densitat de població era de 2.920,4 habitants/km².
Dels 7.202 habitatges en un 37% hi vivien nens de menys de 18 anys, en un 52,7% hi vivien parelles casades, en un 11,8% dones solteres, i en un 29,4% no eren unitats familiars. En el 23,2% dels habitatges hi vivien persones soles el 7% de les quals corresponia a persones de 65 anys o més que vivien soles. El nombre mitjà de persones vivint en cada habitatge era de 2,9 i el nombre mitjà de persones que vivien en cada família era de 3,4.
Per edats la població es repartia de la següent manera: un 25,8% tenia menys de 18 anys, un 8,7% entre 18 i 24, un 36,5% entre 25 i 44, un 19,6% de 45 a 60 i un 9,5% 65 anys o més.
L'edat mediana era de 34 anys. Per cada 100 dones de 18 o més anys hi havia 96,8 homes.
La renda mediana per habitatge era de 55.322 $ i la renda mediana per família de 62.875 $. Els homes tenien una renda mediana de 39.662 $ mentre que les dones 30.816 $. La renda per capita de la població era de 22.791 $. Aproximadament el 4,4% de les famílies i el 6,4% de la població estaven per davall del llindar de pobresa.

## Poblacions més properes
El següent diagrama mostra les poblacions més properes.